# بخش‌های دپارتمان فنیستر
بخش‌های دپارتمان فنیستر (انگلیسی: Arrondissements of the Finistère department) شامل ۴ بخش به شرح زیر است:
1. بخش برست با ۷۷ کمون (فرانسه) و جمعیت ۳۷۰ هزار نفر در سال ۲۰۱۳ می‌باشد.
2. بخش شتولن با ۵۸ کمون (فرانسه) و جمعیت ۸۵ هزار نفر در سال ۲۰۱۳ می‌باشد.
3. بخش مورلیکس با ۶۰ کمون (فرانسه) و جمعیت ۱۲۹ هزار نفر در سال ۲۰۱۳ می‌باشد.
4. بخش کمپر با ۸۴ کمون (فرانسه) و جمعیت ۳۱۸ هزار نفر در سال ۲۰۱۳ می‌باشد.